# 映像編集

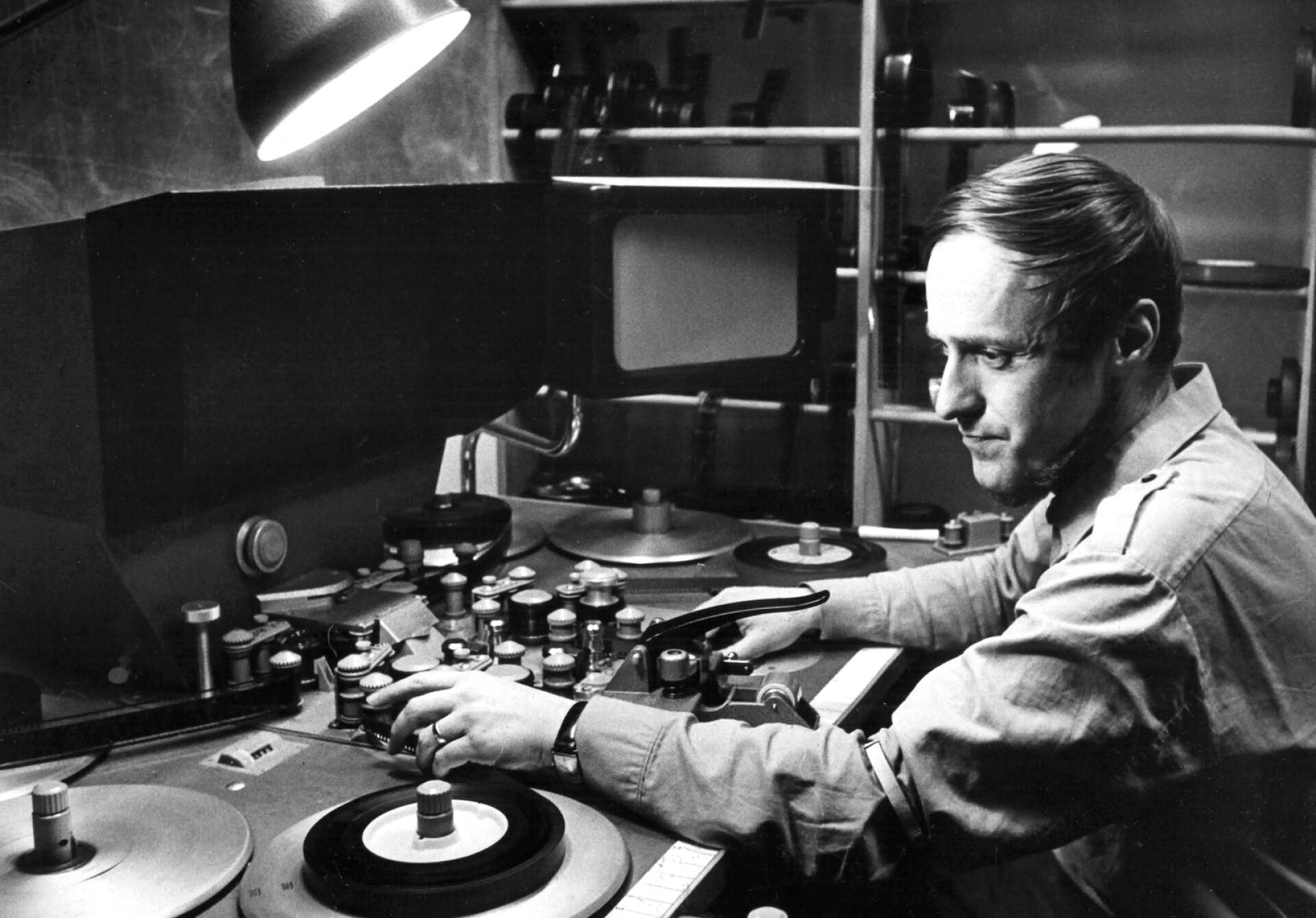
1970年代、机上でビデオ編集をする

映像編集（えいぞうへんしゅう）は映像素材を演出意図に合わせて編集し1つの映像作品にすることである。

## 概要
映像編集は映画・ビデオ・テレビなど様々なメディアでおこなわれる。特に映画の編集は映画編集と呼ばれる。また映像編集は実写でもアニメーションでもおこなわれる。
映像編集にはフィルムなど光学・化学的媒体を用いるもの、VTRなど、電磁気的な媒体を用いるものがある。フィルム時代の編集では、フィルムそのものを切って透明な粘着テープでつなぎ合わせる形の編集が行われていた。しかし、VTRの時代になり、黎明期をのぞく多くのVTRが「切り貼りが困難」だったため、素材テープを編集先テープにコピーする形が主流になった。最近ではノンリニア編集といい、ハードディスクに映像データをコピーしたあと、そのデータを演出意図に合わせて出力する形の編集方法も多く使われるようになってきている。

## 編集作業の流れ
まず、収録した全ての素材から明らかな失敗や不要な収録単位（テイク）を除き、作品や番組を構成する部分を整理して、必要と思われる映像部分を大雑把に切り出す作業を行う。（粗編集:あらへんしゅう、などという）。この段階では映像を特に加工せず、切り出してVTRテープなどの記録媒体にまとめていく。
次に、選ばれた素材を番組制作意図に従ってつなぎ合わせる。この段階では素材の調子を整えたり、特殊効果を施したり、場面転換の効果を与えるなど様々な技法が用いられる。また、この段階で字幕（タイトル）やクレジットタイトル（クレジット）入れも行われる。
映像の編集が終わると、MA（マルチオーディオ：Multi Audio：ただし和製英語）という音声編集作業を行う。背景音楽や効果音の選定、台詞のアフレコ等を行い、演出意図に合わせて挿入する。その他、編集後の映像素材のノイズ除去なども行うことがある。
様々な作業を経て制作者のOKが出ると、記録媒体（標準テレビ放送の場合にはDVCPRO-HDやHDCAM等のビデオテープが一般的）に収録し、完成となる。出来上がったテープは「完パケ」と呼ばれる。この工程は通常放送局外の編集専門のポストプロダクション（事業者）の貸し編集室を用いて行う事が多い。
テレビ放送の場合
テレビ放送開始当時、VTRはまだ開発されていなかった。そのため、映画技術であるフィルム編集が用いられた。その後、VTRが開発され、価格的にも使いやすくなるとともに、そのまま映像信号を扱うことの出来るVTR編集やノンリニア編集に移行した。
テレビ番組の場合
近年ではバラエティ番組を中心に、文字スーパーによる補足が頻繁に付加することが増えてきている。
ニュース素材の場合
ニュースの取材映像はドラマなどと異なり、取材後すみやかに放送する必要があるため、報道意図に沿った場面を選択して数十秒から数分程度の映像にまとめる点で大きな違いがある。このため、編集作業は放送局の報道部門が持つ編集室で行われるのが普通である。編集機材も迅速な編集を第一とするため、取材用カメラ一体型VTRのテープを直接再生して編集作業ができるような機材構成としている。最近では後述するノンリニア編集技術を用いたニュース編集システムも利用されている。

## 編集 (アニメ制作)
アニメ制作における編集（）はカットを演出意図に合わせて調整・結合し1本の映像をつくる工程である。カッティング、CTとも。
アニメ制作において編集はポストプロダクションの1工程である。撮影の後工程であり、アフレコの前工程である。監督・演出・編集（技師）によっておこなわれる。
手描きアニメーションを基本とするアニメ制作はプロダクションのコストが高いため、絵コンテの段階で作画するカットとその順序が決定されている。これは作品尺を大きく超えた撮影をおこない映像素材を撮りだめる実写映画制作と大きく異なる。そのためアニメの編集も映画編集とは異なっている。
アニメの編集では素材と順序の選択はあまりおこなわれず（絵コンテ段階で基本的に決定済み）、カットのコマ調整と部分的なカット順序入れ替えがおこなわれる。アニメーションは実写と異なり自然なコマ落としが可能であり、かつコマ落としによる表現の変化幅が大きい。また止め表現が根付いているため間の調整が効きやすい。そのためアニメの編集は動きのテンポ感や映像のリズム感を重視して編集がおこなわれる。

## 映像編集技術
個々の編集技術に関するトピックの一例として次のようなものがあげられる。

### オフライン編集
1. 素材をタイムコードを入れながら上位のフォーマット（たとえば１インチテープ）にコピーアップするとともに安価な機材で使えるフォーマット（たとえばベータカム、S-VHSなどこれらをワークテープという）にコピーする。
2. 小規模な編集システムでワークテープの編集を行ってその手順をタイムコードを用いた編集手順の記述（EDL）として記録する。
3. 得られたEDLをポストプロダクションに持ちこみ、1.でコピーアップした素材を使用し高品質な編集機材で正式な編集作業（オンライン編集）を行うことで試行錯誤のためのコストを低減することができる。

このような編集手法をオフライン編集と呼ぶ。

## 映像編集機材
ここでは、VTR編集の機材・技術について述べる。これらは、編集作業が一変したノンリニア編集システムでも現役で使用されている。

### プロダクションスイッチャー
様々な映像素材の選択と合成・効果の付与を行う。基本的には入力素材（素材再生用のVTR、文字発生器、CG装置など）の選択を行うマトリックススイッチャ、選択された複数の出力を合成するミクサー・キーヤー部分（MK、MEなどという）を持ち、合成された映像に対しさらに文字や図形を重畳するスーパープロセッサ・クロマキーなどが後置される。ミクサー部分の合成機能としては、2素材間のカット・クロスフェード・ワイプなどの画像の移動や拡大縮小を伴わない切り替え効果をもつ。

### デジタル特殊効果装置
DVE(Digital Video Effect)、DME(Digital Multi Effect)などと呼ばれる。フレームシンクロナイザー(FS)の応用として生まれ、フレームメモリへの記録・再生アドレスの発生方法を適切に制御することにより入力素材の拡大縮小・平行移動・回転移動・変形などスイッチャーでは出来ない効果を与える。スイッチャ-に組み込まれることも多く、ワイプ効果に連動した拡大縮小や平行移動、ページめくり効果が場面転換にしばしば用いられる。実時間で効果を発生するためにはNTSCでも1画素あたり数十nsの時間しかとれないため、ハードウェアで演算処理を行ってきたが、近年のCPUの処理性能の著しい向上に伴い、PC/WSベースのノンリニア編集機ではソフトウェア処理で主要な機能が実現されている場合もある。

### 文字発生装置
キャラクター・ジェネレーター（CGと略されることがあるが、コンピュータグラフィックスと混同しやすい）は、コンピュータを用いて字幕などの文字を表現した映像信号を生成する装置である。初期にはビットマップ文字フォントを用いたものが用いられたが文字解像度が低いため見栄えが悪く、放送局ではあまり使われなかった。後にベクトルフォントを用いて自由に書体やサイズが表現可能になり、ひろく普及した。実用製品としては、文字を発生させるだけでなく合成のためのリニアキー信号発生機能も持たせることで、影付き文字や半透過の背景（通称「座布団」）なども容易に実現できる。さらに、文字を画面周囲から中央まで移動させたり、文字サイズを変えたり回転させる効果を得るための機能を持つものもある。この機能があるとDVEを映像処理に割り付けた場合でも自由に文字効果を与えられる。
また文字色をワイプ機能によって端から徐々に変化させる機能は、カラオケの歌詞ガイド表示に必須である。

### スーパー処理装置
スーパーインポーズは、文字や図形を画面に合成するための処理装置である。もっとも単純には、黒地に白文字(逆でも良い）の文字素材を撮影したもの（テロップ）を輝度信号でスライスして2値キーを得、これを用いて文字を入れたい映像と全面単色の画像を合成する。文字色は自由に設定できる。2値キーでなく、リニアキーを用いると文字の境界をソフトにすることもできる。また、文字の周囲に縁取りを施したり（エッジ効果）、文字の脇に影をつけたり（シャドウ効果）、文字色を単色でなく色や輝度の階調をつけるなどの効果を持つものが多い。